# Okrug Kolubara
| Колубарски округ Kolubarski Okrug | Колубарски округ Kolubarski Okrug |
|                                   |                                   |
| --------------------------------- | --------------------------------- |
| Staat:                            | Serbien                           |
| Fläche:                           | 2.474 km²                         |
| Einwohner:                        | 200.560 (2002)                    |
| Hauptstadt:                       | Valjevo                           |

Der Okrug Kolubara (serbisch Колубарски округ, Kolubarski okrug) ist ein serbischer Verwaltungsbezirk im Nordwesten des serbischen Kernlands.
Er besteht aus folgenden Gemeinden (opštine):
- Osečina (mit Dragodol)
- Ub
- Lajkovac
- Valjevo
- Mionica
- Ljig

Dieser Bezirk hat laut Volkszählung 2002 200.560 Einwohner. Der Hauptverwaltungssitz ist die Stadt Valjevo an den Ufern des Flusses Kolubara.
Diese Region ist bedeutend für ihre kulturellen und historischen Monumente wie der türkische Palast, ein typisches Beispiel für türkische Architektur aus dem 13. Jahrhundert. Weiter sehenswert sind der Turm der Familie Nenadovic und die Kirche von Valjevo aus dem Jahre 1838, ein klassizistisches Gebäude.
Wichtige Industriezweige in dieser Region sind die Metallindustrie („Krusik“ und „Gradac“), die Nahrungsmittel- und die Fleischindustrie („Srbijanka“).
Die wichtigsten Tourismusorte sind der Berg Divčibare und der Kurort Vrujci.

## Größte Siedlungen
(Stand: Volkszählung 2002)
| Ortsname | kyrillisch | Einwohner |
| -------- | ---------- | --------- |
| Valjevo  | Ваљево     | 61.406    |
| Ub       | Уб         | 5.952     |
| Lajkovac | Лајковац   | 3.439     |
| Jabučje  | Јабучје    | 3.245     |
| Osečina  | Осечина    | 3.183     |
| Ljig     | Љиг        | 2.984     |
| Popučke  | Попучке    | 2.587     |